# Esmeralda-de-cauda-curta
Esmeralda-de-cauda-curta (Chlorostilbon poortmani) é uma espécie de beija-flor nas "esmeraldas", tribo Trochilini da subfamília Trochilinae. Encontra-se na Colômbia e na Venezuela. Também foi chamado de beija-flor esmeralda de Poortman.

## Taxonomia e sistemática
Duas subespécies de esmeralda de cauda curta são reconhecidas pelo Comitê de Classificação Sul-Americana da Sociedade Ornitológica Americana, o Comitê Ornitológico Internacional (IOC) e a taxonomia de Clements. Eles são os nomeados C. p. poortmani e C. p. eucloris. No entanto, o Handbook of the Birds of the World da BirdLife International inclui como terceira subespécie o que os outros três sistemas taxonômicos tratam como uma espécie completa, a esmeralda de cauda verde ( C. alice ). Além disso, a subespécie euchloris foi tratada como uma espécie separada por alguns autores.
O nome binomial da espécie foi dado por Jules Bourcier (1797-1873), naturalista francês e especialista em beija-flores.

## Descrição
A esmeralda de cauda curta masculina é 6.9 to 8.5 cm (2.7 to 3.3 in) comprimento e fêmeas 6.5 to 7.5 cm (2.6 to 3.0 in). A espécie pesa entre 3 and 4 g (0.11 and 0.14 oz). Ambos os sexos de ambas as subespécies têm um bico preto reto. Os machos da subespécie nominal têm uma testa verde iridescente e coroa verde bronze, partes superiores e coberturas superiores da cauda . Suas partes inferiores são de um verde brilhante e brilhante. Sua cauda é curta, bifurcada e verde bronze iridescente. As fêmeas nominais têm uma testa verde opaca e uma coroa, partes superiores e coberturas superiores da cauda verde-bronze opacas. Suas partes inferiores são cinza. Sua cauda, como a do macho, é curta e bifurcada. Seu par central de penas é verde e as demais têm bases turquesas opacas tornando-se azul-escuras perto do final com pontas cinza-claras. Subespécie C. p. euchloris é muito semelhante ao nominado, mas é um pouco maior e tem um tom dourado na coroa e nas partes inferiores.
A esmeralda de cauda curta se assemelha a vários outros membros do gênero Chlorostilbon . Algumas outras espécies do gênero têm caudas igualmente curtas (por exemplo, a esmeralda de cauda verde). A fêmea de cauda curta é bastante semelhante às da esmeralda acobreada (C. russatus) e da esmeralda de cauda estreita (C. stenurus), mas não azul em suas caudas.

## Distribuição e habitat
A subespécie nominal de esmeralda de cauda curta é encontrada nos Andes dos estados de Mérida e Táchira, no oeste da Venezuela, através da encosta leste dos Andes orientais da Colômbia, entre o Departamento de Boyacá e o Departamento de Meta . C. p. euchloris é encontrado nos Andes orientais da Colômbia, na encosta oeste até o departamento de Huila e na encosta leste no departamento de Santander . A espécie habita o interior e bordas de floresta úmida, mata aberta e floresta secundária . Também ocorre em habitats criados pelo homem, como plantações de café e banana e pastagens com árvores, embora no último geralmente fique perto de córregos. Em altitude geralmente é encontrado entre 750 and 2,200 m (2,460 and 7,220 ft), mas foi registrado tão baixo quanto 150 m (490 ft) em Mérida e tão alto quanto 2,800 m (9,200 ft) em Táchira.

## Comportamento

### Voo
A esmeralda de cauda curta tem um voo de tecelagem e flutuante ao contrário de outras espécies de Chlorostilbon.

### Movimento
A esmeralda de cauda curta é geralmente sedentária, mas as elevações baixas e altas observadas acima são potencialmente evidências de movimentos verticais.

### Alimentando
A esmeralda de cauda curta usa uma variedade de estratégias de forrageamento para se alimentar de néctar. Ele usa armadilhas em fontes de baixa qualidade e "rouba" néctar de fontes mais ricas em territórios de outros beija-flores. Os machos às vezes defendem territórios de alimentação ricos em néctar. A espécie forrageia bastante baixa na vegetação, geralmente entre 0.6 and 5 m (2.0 and 16.4 ft) acima do solo, e geralmente em áreas bastante abertas, como beiras de estradas, clareiras e plantações de café. Ele procura néctar em uma variedade de plantas com flores, arbustos e árvores menores e tende a evitar grandes árvores floridas. Além do néctar, também se alimenta de pequenos insetos capturados por falcoaria de um poleiro.

### Reprodução
A esmeralda de cauda curta aparentemente se reproduz em maio e junho na encosta leste andina colombiana, mas começa já em fevereiro na encosta oeste. Ele faz um ninho de copo de material macio com fragmentos de folhas, musgo, escamas de Cycadaceae e outros materiais do lado de fora e normalmente o coloca em galhos finos cerca 1 m (3.3 ft) acima do solo. A fêmea incuba a ninhada de dois ovos por 14 a 16 dias e o desenvolvimento ocorre 20 a 22 dias após a eclosão.

### Vocalização
O que se acredita ser a canção da esmeralda de cauda curta é "uma longa série de notas agudas de tseep " que se acredita ser cantada apenas na estação chuvosa. Ele também faz chamadas de " tsip curto repetido e tsew lamentoso mais longo e arrastado...tsew.. ". uma justaposição que tem sido chamada de "uma das mais marcantes exemplos de uma planta escolhida por sua fama e beleza ao invés de sua adequação".

## Status
A IUCN segue a taxonomia HBW e, portanto, inclui a esmeralda de cauda verde em sua avaliação. Ele considera o lato esmeralda de cauda curta de menor preocupação, embora seu tamanho e tendência populacional não sejam conhecidos. Frequenta habitats feitos pelo homem, como jardins e plantações, desde que arbustos e árvores estejam presentes.